# Múscul corrugador superciliar
El múscul corrugador superciliar o múscul superciliar (musculus corrugator supercili) és un múscul de la cara que es troba a la part interna de l'arc superciliar, sota el múscul orbicular de les parpelles; s'entrecreua amb les fibres d'aquest múscul.
S'insereix, per dins, en la porció interna de l'arc superciliar, a la pell de la cella. Per fora, a la cara profunda de la pell de les celles. Aquest múscul és innervat pel nervi facial. En contreure's, provoca l'arrufament de la cella.

## Imatges

Posició del múscul superciliar (en vermell)

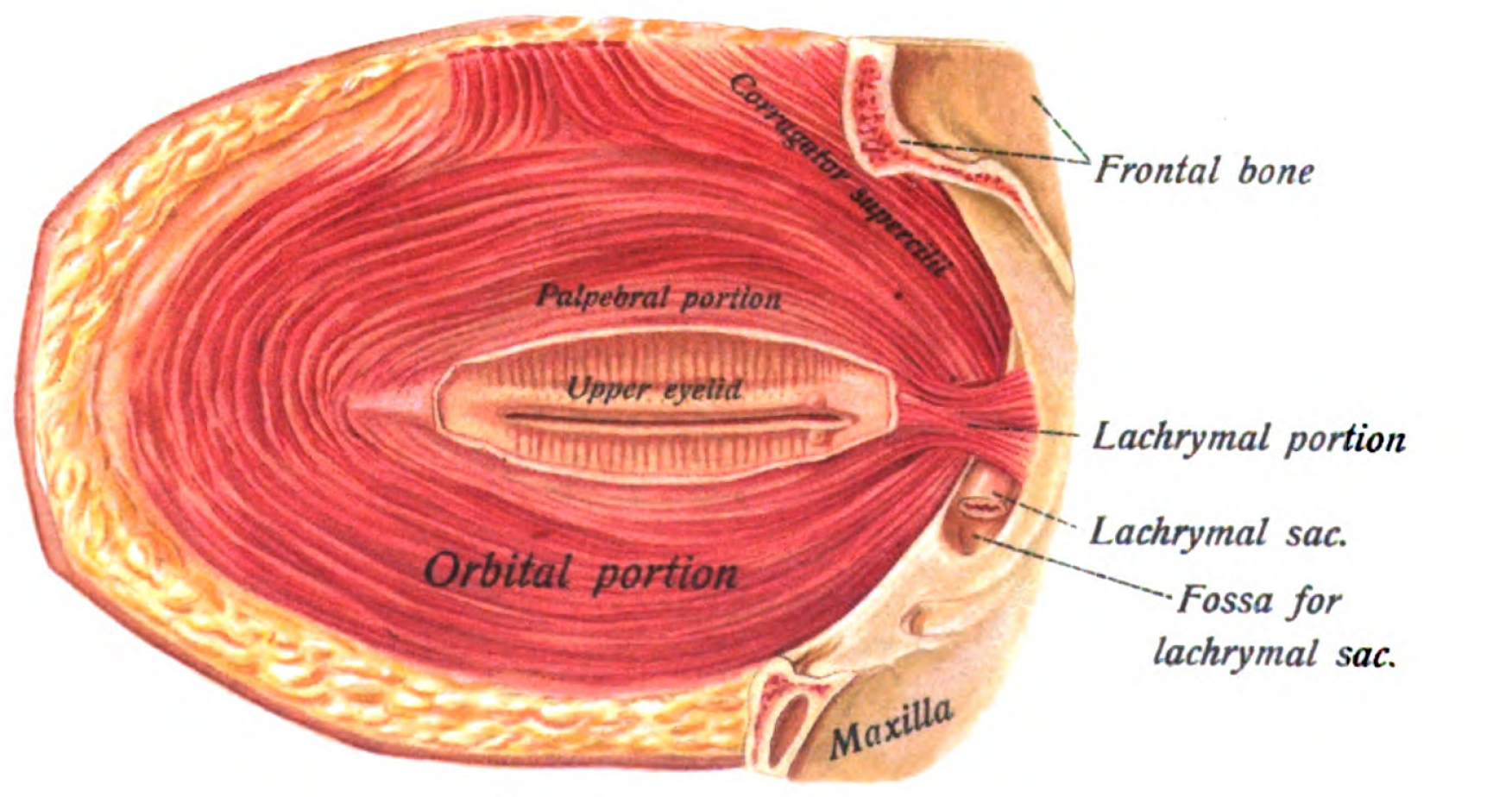
El corrugador superciliar vist des de l'interior.
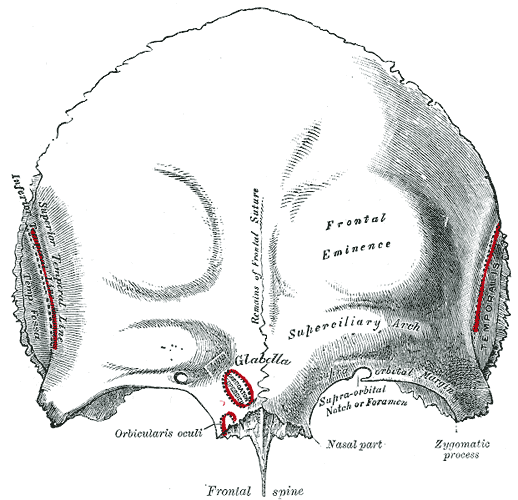
La superfície exterior de l'os frontal.
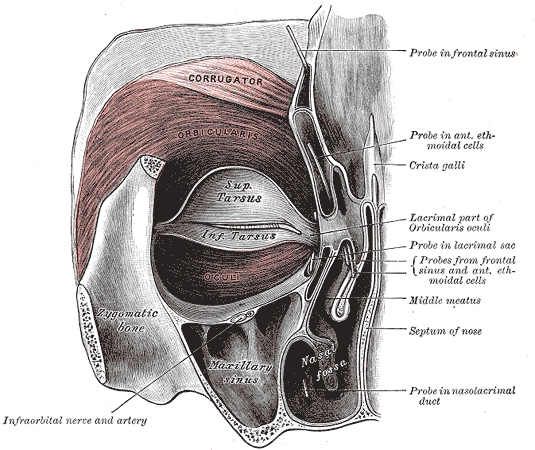
El corrugador superciliar és visible a la part superior de la cara.
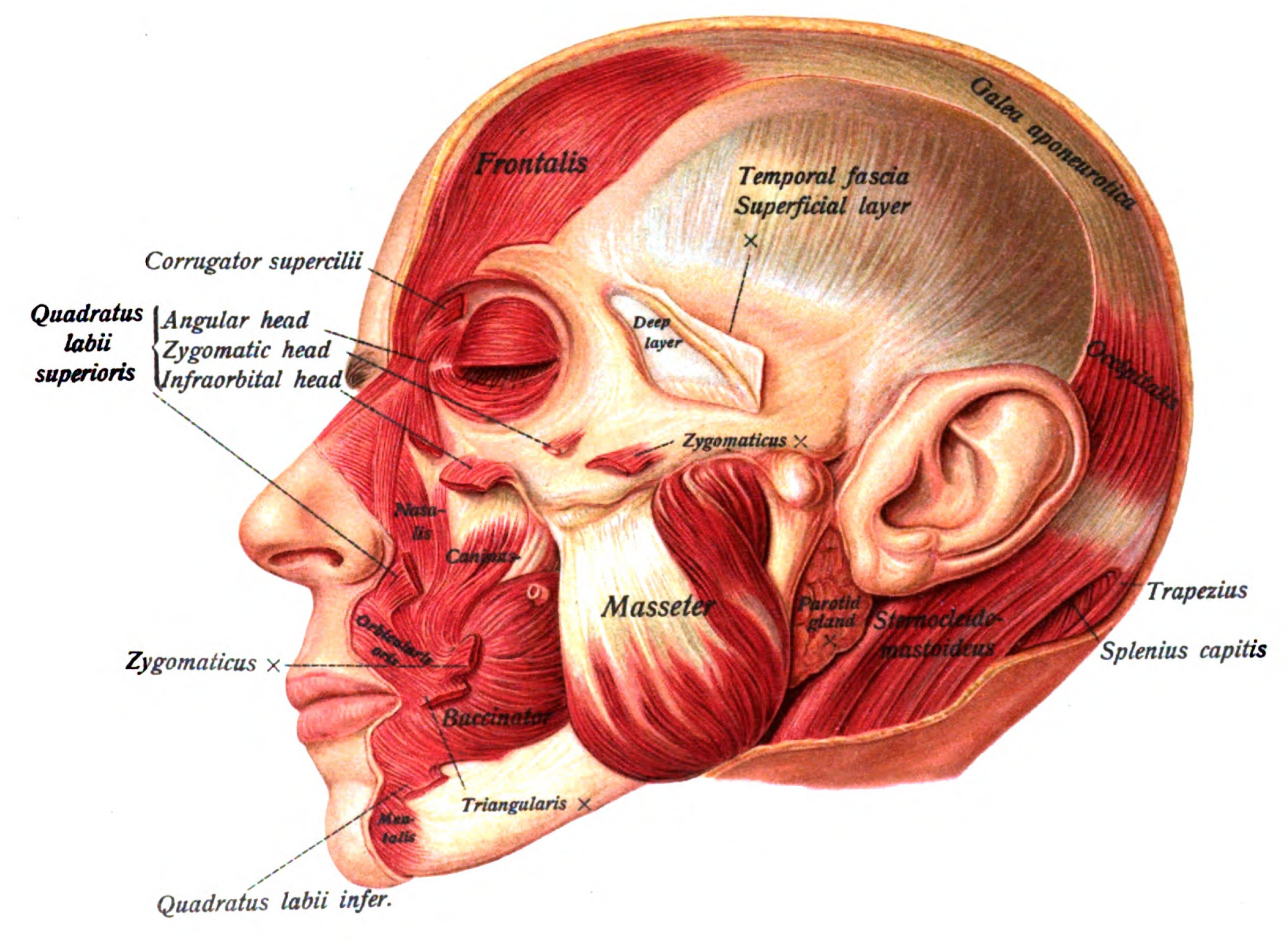
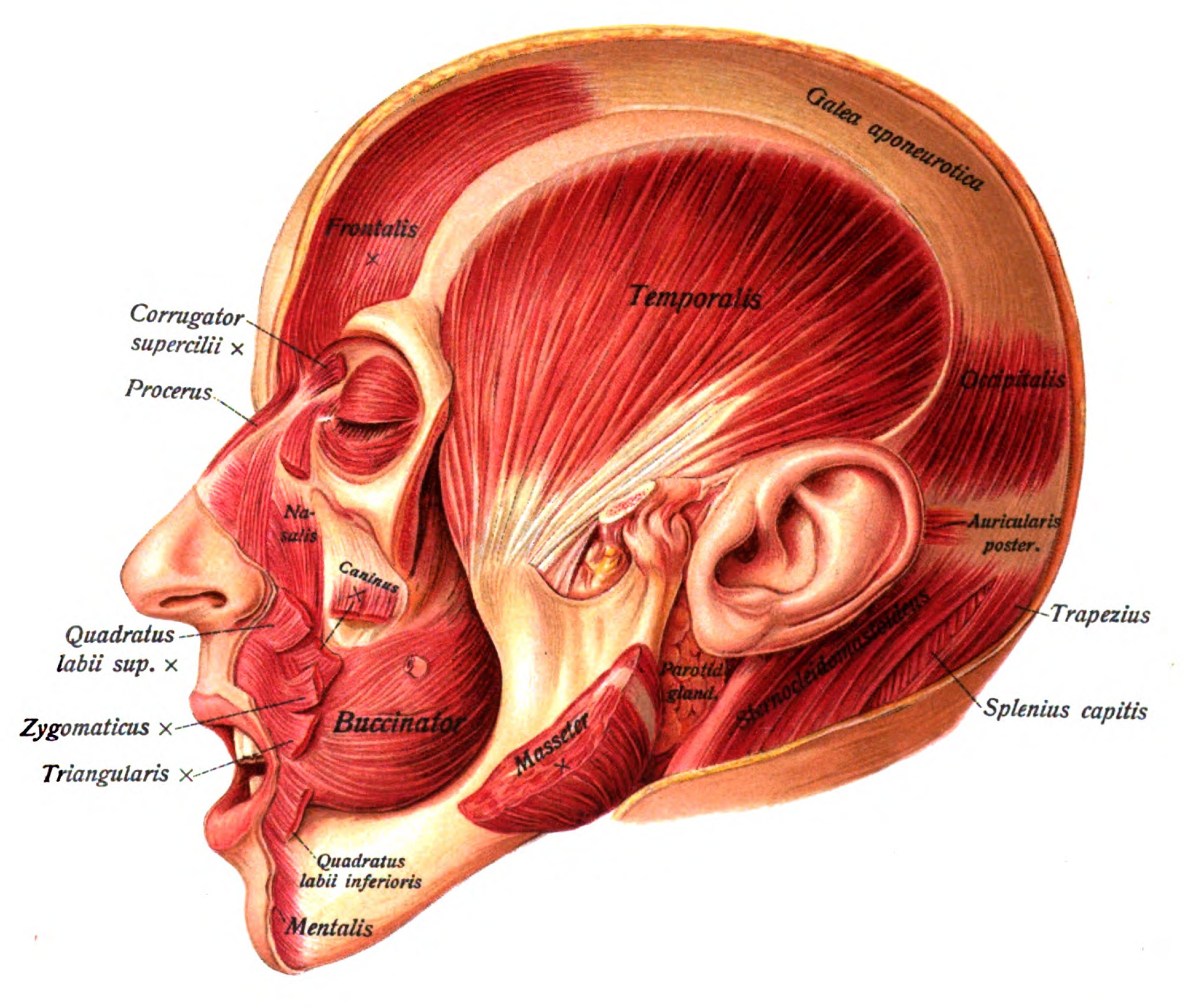
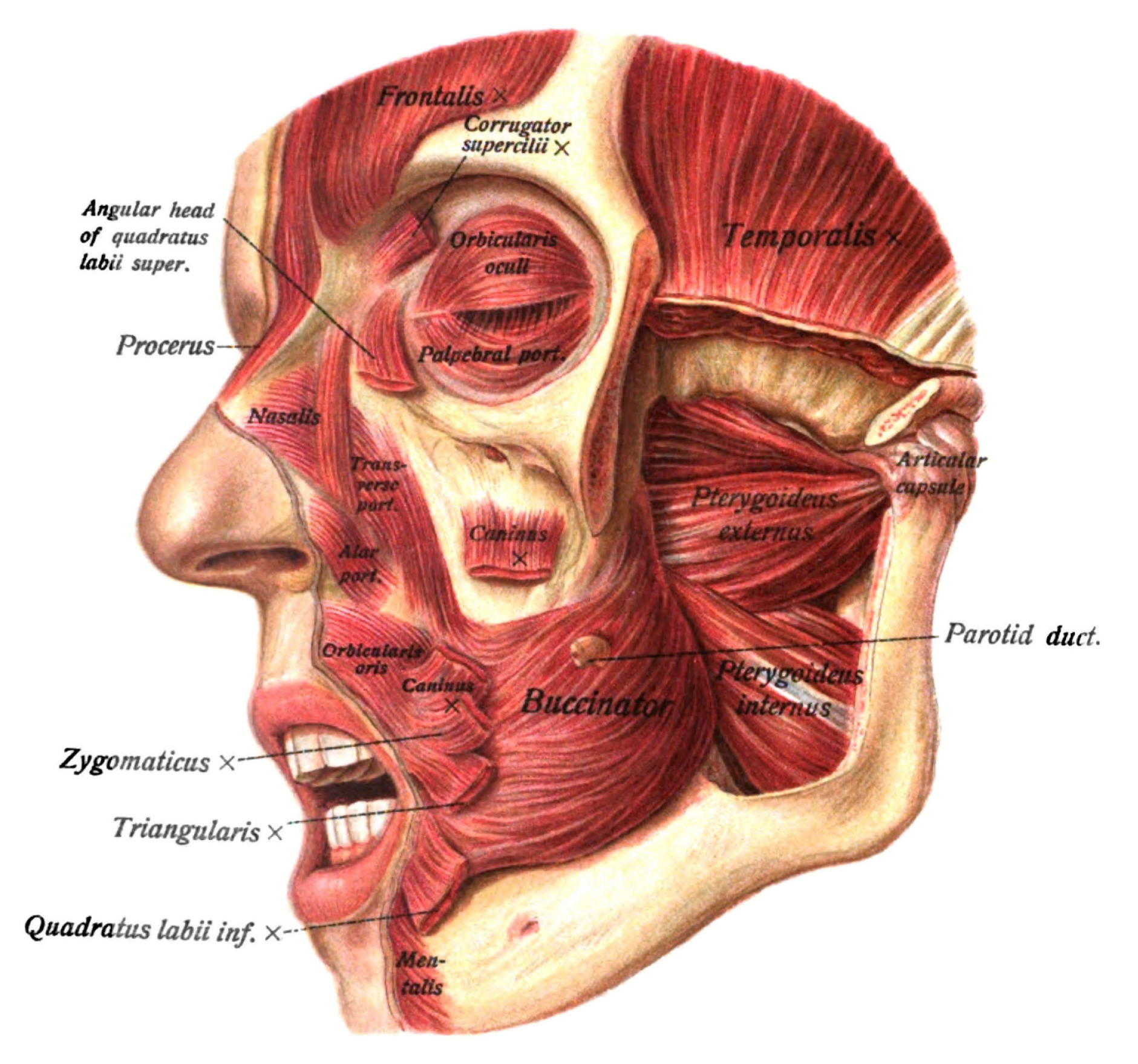